# راه‌آهن زاگرس
راه‌آهن زاگرس، یکی از نواحی نوزده گانه راه‌آهن جمهوری اسلامی ایران است که اداره راه آهن زاگرس، مأموریت بهره‌برداری از شبکه و تجهیزات آن به منظور ارائه خدمات حمل و نقل بار در شبکه ریلی و همچنین حفاظت از حریم خطوط و ایستگاه‌های حوزه استحفاظی شوشتر و هفت تپه تا تنگ هفت استان لرستان به طول ۲۲۵ کیلومتر و با محوریت ایستگاه تشکیلاتی اندیمشک را برعهده دارد.
راه‌آهن ناحیه زاگرس به دلیل تلاقی کوه‌های زاگرس با جلگه خوزستان و پل ارتباطی به بنادر خرمشهر، آبادان، بندر امام خمینی، ماهشهر و خلیج فارس از اهمیت بالایی در خطوط ریلی کشور برخوردار است و نقش مهمی در جابه‌جایی بار و مسافر به تهران و مناطق مرکزی کشور دارد.

## ایستگاه‌های حوزه استحفاظی راه‌آهن زاگرس
- ایستگاه راه آهن تنگ هفت استان لرستان
- ایستکاه راه‌آهن تنگِ پنج استان لرستان
- ایستکاه راه‌آهن تله زنگ
- ایستکاه راه‌آهن شهبازان
- ایستکاه راه‌آهن مازو
- ایستکاه راه‌آهن گل محک
- ایستکاه راه‌آهن بالارود
- ایستکاه راه‌آهن دوکوهه
- ایستکاه راه‌آهن اندیمشک[۱]
- ایستکاه راه‌آهن سبزاب
- ایستکاه راه‌آهن شوشتر
- ایستکاه راه‌آهن شوش
- ایستکاه راه‌آهن هفت تپه

## شهرستان اندیمشک
مرکز اداره کل راه‌آهن زاگرس که بین دو سد عظیم کرخه و دز قرار دارد. راه‌آهن اندیمشک به عنوان بخشی از راه‌آهن تهران-جنوب از نقاط حساس به شمار می‌آید. اندیمشک مرکز کل ناحیه راه آهن زاگرس است، روز ۱۵ دی ماه ۱۳۰۸ ساعت هشت بامداد راه آهن جنوب به دست رضا شاه در اندیمشک  گشوده شد. 
ایستگاه راه‌آهن اندیمشک به  شهرهای اهواز، دورود، شوشتر،و دهلران از طریق قطار  و راه‌آهن مرتبط است.

## دو کوهه
یادآور ۸ سال جنگ ایران و عراق که در جنب خط راه‌آهن اندیمشک – دوکوهه (۳ کیلومتری شمال اندیمشک) واقع شده‌است.

## پل شهبازان
پل شهبازان (مرتفع‌ترین پل اداره کل راه‌آهن زاگرس): که در جنوب ایستگاه شهبازان قرار دارد مرتفع‌ترین پل راه‌آهن زاگرس محسوب می‌شود.

## تونل شاهی
این تونل به طول ۲۵۲۵ متر بزرگترین تونل راه‌آهن ایران محسوب گردیده و بین ایستگاه‌های تله زنگ و تنگِ پنج استان لرستان قرار دارد.

## ایستگاهتله زنگ
ایستگاه تله زنگ یکی از ایستگاه‌های راه‌آهن زاگرس به مرکزیت شهرستان اندیمشک بوده و در تقسیمات کشوری نیز زیر نظر شهرستان اندیمشک قرار دارد و آبشار شوی نیز در روستای شوی از توابع ایستگاه تله زنگ واقع شده‌ است (حدود ۵ کیلومتری تله زنگ)- راه دسترسی اصلی به آبشار مذکور که از قدیم وجود داشته‌ است نیز به وسیلهٔ قطار و از ایستگاه تله زنگ می‌باشد. همچنین پل شمال ایستگاه تله زنگ با توجه به وضعیت خاصی که داشت بارها مورد تجاوز هواپیماهای رژیم بعثی عراق قرار گرفته که هربار با مجاهدت پرسنل دلاور راه‌آهن مرمت گردیده تا چرخ عظیم صنعت ریلی از حرکت باز نایستد و رزمندگان به وسیلهٔ قطار به جبهه‌های محور جنوب اعزام گردند.

## سد بختیاری استان لرستان
مرتفع‌ترین سد بتنی جهان که بین ایستگاه‌های تله زنگ وتنگِ پنج و در محلی به نام واریان دوآب در شهرستان الیگودرز استان لرستان واقع شده است و نزدیک محدوده اداره کل راه‌آهن زاگرس در حال ساخت بوده و عملیات لجستیک و پشتیبانی آن به وسیلهٔ راه‌آهن انجام می‌گردد. ارتفاع تقریبی سد بختیاری ۳۵۰ متر می‌باشد.

## پلهای مسیر
با توجه به کوهستانی و صعب العبور بودن منطقه و وجود رودخانه پل‌های متعددی در این مسیر وجود دارد؛ که هریک از اهمیت خاصی برخوردار می‌باشند.

## طبیعت دل‌انگیز مسیر
امتداد رشته کوه زاگرس در تمام مسیر تنگِ هفت تا اندیمشک در مجاورت راه‌آهن قرار دارد و زیبایی خاصی به منطقه داده‌ است. وجود رودخانه‌های سزار، بختیاری و دز و بالارود که در مجاورت راه‌آهن قرار دارند نیز یکی از جاذبه‌های مسیر می‌باشد، وجود دره‌های عمیق و کوه‌های سربه فلک کشیده و همچنین زندگی مردم ساکن در مسیر که اغلب به دامداری مشغول می‌باشند، باعث پدیدآوردن تصاویر زیبایی گردیده که هربیننده‌ای را به وجد می‌آورد.

## هفت تپه
ایستگاه راه‌آهن هفت تپه که جنوبی‌ترین نقطه اداره کل راه‌آهن زاگرس محسوب می‌گردد از نظر صنعتی بسیار اهمیت داشته و صنایع مهمی همچون کشت و صنعت نیشکر و کاغذ پارس در آن قرار دارند.

## شوش
یکی از قدیمی‌ترین تمدن‌های بشری در این شهر واقع گردیده و همچنین مقبره دانیال نبی بر شکوه این شهر افزوده‌است.
1. ↑  «اداره کل راه‌آهن زاگرس به مرکزیت اندیمشک تشکیل شد». بایگانی‌شده از اصلی در ۴ سپتامبر ۲۰۱۸. دریافت‌شده در ۱۹ اکتبر ۲۰۱۹.
2. ↑  «اداره کل راه آهن زاگرس به مرکزیت اندیمشک تشکیل شد». بایگانی‌شده از اصلی در ۳۱ مه ۲۰۱۶. دریافت‌شده در ۲۹ مه ۲۰۱۶.
3. ↑  فهرست ایستگاه‌های راه‌آهن ایران